# Cantonul Châtillon-sur-Loire
Cantonul Châtillon-sur-Loire este un canton din arondismentul Montargis, departamentul Loiret, regiunea Centru, Franța.

## Comune
- Autry-le-Châtel
- Beaulieu-sur-Loire
- Cernoy-en-Berry
- Châtillon-sur-Loire (reședință)
- Pierrefitte-ès-Bois
- Saint-Firmin-sur-Loire